# Kevin Muscat
Kevin Vincent Muscat (* 7. August 1973 in Crawley, England) ist ein australischer Fußballtrainer und ehemaliger Fußballspieler.

## Vereinskarriere
In seiner Jugend spielte der Mittelfeldspieler bei Sunshine George Cross und für die australische Nachwuchsakademie. 1991 begann seine Profikarriere bei Heidelberg United, 1992 wechselte er zu South Melbourne FC. Die längste Zeit seiner Karriere verbrachte Muscat in England. Dort spielte er für Crystal Palace, Wolverhampton Wanderers und den FC Millwall. 2002/03 war er außerdem bei den Glasgow Rangers aktiv. Seit 2005 spielt er für Melbourne Victory, 2007 übernahm er gleichzeitig das Amt des Co-Trainers.

## Nationalmannschaft
1994 gab Muscat sein Debüt in der australischen Nationalmannschaft gegen Kuwait. Er vertrat sein Land außerdem bei den Olympischen Spielen 1996 in Atlanta und im Relegationsspiel zur Fußball-Weltmeisterschaft 2002, als er das 1:0 gegen Uruguay erzielte. Bei der Fußball-Weltmeisterschaft 2006 machte er kein Spiel für Australien, erst im August 2006 kam er wieder zu einem Einsatz als Kapitän des Teams.

## Erfolge
- OFC-Nationen-Pokalsieger 2000, 2004
- Australischer Meister 2007, 2009
- Schottischer Meister 2003
- Schottischer Pokalsieger 2003
- FA-Cup-Finalist 2004
- NSL Papasavas Medal (Australiens U-21 Spieler des Jahres) 1992